# Dienol-Benzol-Umlagerung
Die Dienol-Benzol-Umlagerung ist eine Namensreaktion in der organischen Chemie und wurde erstmals 1956 von den deutschen Chemikern Hans Plieninger und Rolf Müller veröffentlicht. Die Reaktion beschreibt die Synthese von substituiertem Benzol aus substituiertem Dienol.

## Übersichtsreaktion
4,4-Disubstituiertes 2,5-Cyclohexadien-1-ol reagiert in saurer Lösung zu einem 1,2-disubstituierten Benzol:

## Reaktionsmechanismus
Der Mechanismus wird in der Literatur beschrieben:
Das 4,4-disubstituierte 2,5-Cyclohexadien-1-ol 1 wird protoniert, wobei das reaktive Oxoniumion 2 gebildet wird. Durch Wasserabspaltung entsteht das Cyclohexadienkation 3 als reaktive Zwischenstufe. Die anschließende  Abspaltung eines Protons führt unter Aromatisierung zu dem 1,2-disubstituierten Benzol 4.